# Actinomicetáceas
Actinomycetaceae é uma família de bactérias, gram-positivas, imóveis, geralmente facultativamente anaeróbias da ordem dos Actinomycetales. Tendem a formar filamentos ramificados em algumas etapas de desenvolvimento. Possuem uma fase bacilar e outra cocoide.
Esta família contém os gêneros Actinomyces, Arachnia, Bacterionema, Bifidobacterium e Rothia.